# 피아메 나오미 마타아파
아피오가 피아메 나오미 마타아파(Afioga Fiamē Naomi Mataʻafa, 1957년 4월 29일~)는 사모아의 정치인이다. 2021년부터 사모아의 제7대 총리를 맡고 있다.

## 생애
마타아파는 사모아의 초대 총리 피아메 마타아파 파우무이나 물리누우 2세의 딸로, 사모아의 첫 여성 정부 수반이자, 1982년 이후 인권보호당 (HRPP) 소속이 아닌 첫 여성이다.
2006년부터 2011년까지 여성부 장관을, 2011년부터 2016년까지 법무부 장관을 역임하였다. 마타아파는 2016년부터 2020년까지 사모아 최초의 여성 부총리이자 HRPP의 부대표를 지냈다.
2023년 3월, 그는 온난화에 따른 해수면 상승으로 태평양 섬나라 주민이 소멸해 버릴 위기에 처했다며 국제 대응을 촉구하였다. 만약 모든 나라가 당장 행동에 나서지 않는다면 점점 큰 피해에 직면할 것이라면서 이 문제는 모두의 문제라고 주장하였다.